# Icicopsis
Icicopsis es un género con siete especies de plantas  perteneciente a la familia Burseraceae. 

## Especies seleccionadas
| - Icicopsis brasiliensis Engl. - Icicopsis caudata Engl. - Icicopsis ferruginea Engl. - Icicopsis insignis Engl. - Icicopsis reticulata Engl. - Icicopsis subserrata Engl. - Icicopsis tenuifolia Engl. |